# Armstrong Siddeley Lynx
Siddeley Lynx — британский поршневой 7-цилиндровый авиадвигатель воздушного охлаждения, разработанный в 1920 году компанией Armstrong Siddeley. Предназначался для применения как на военных, так и на гражданских самолётах, наиболее известными из которых были Avro 504 (модификаций N, O, Q и R) и Airspeed AS.5A Courier.
На ранних модификациях двигателя ход поршня составлял 127 мм, в дальнейшем он был увеличен до 139,7 мм, что позволило повысить его рабочий объём с 11 до 12,4 литров. Также и мощность с первоначальных 150 была доведена до 240 л. с. (Mk.IV C). Вместо литых алюминиевых поршней позже стали устанавливать кованые. Количество выпущенных до 1939 года моторов составило около 6000 штук.
В Италии мотор производился миланским филиалом компании Alfa Romeo по лицензии как Alfa Romeo Lynx (1930-34, 450 штук, 200 л. с.) и компанией Piaggio (Piaggio P.II).

## Модификации
Lynx I
1920, 150 л. с.
Lynx II
1920, 184 л. с.
Lynx III
1924, 200 л. с.
Lynx IV
1929, 180 л. с.
Lynx IVA
1930, 188 л. с.
Lynx IVC
1929, 208/225 л. с.
Lynx IV(G)
1929, (G — geared, двигатель с редукторным приводом) для самолёта Blackburn F.2 Lincock II
Lynx IV(MOD)
1929, 188 л. с.
Lynx IV(S)
1928, 200 л. с., (S — supercharged, модификация с наддувом).
Lynx V (Lynx Major)
1930, увеличенные диаметр цилиндра и ход поршня, название изменено с Lynx V на Lynx Major, затем на Cheetah. Конструктивно представлял собой двигатель Armstrong Siddeley Panther с уменьшенным вдвое количеством цилиндров.
Piaggio P.IIвыпускавшийся компанией Piaggio.

## Применение

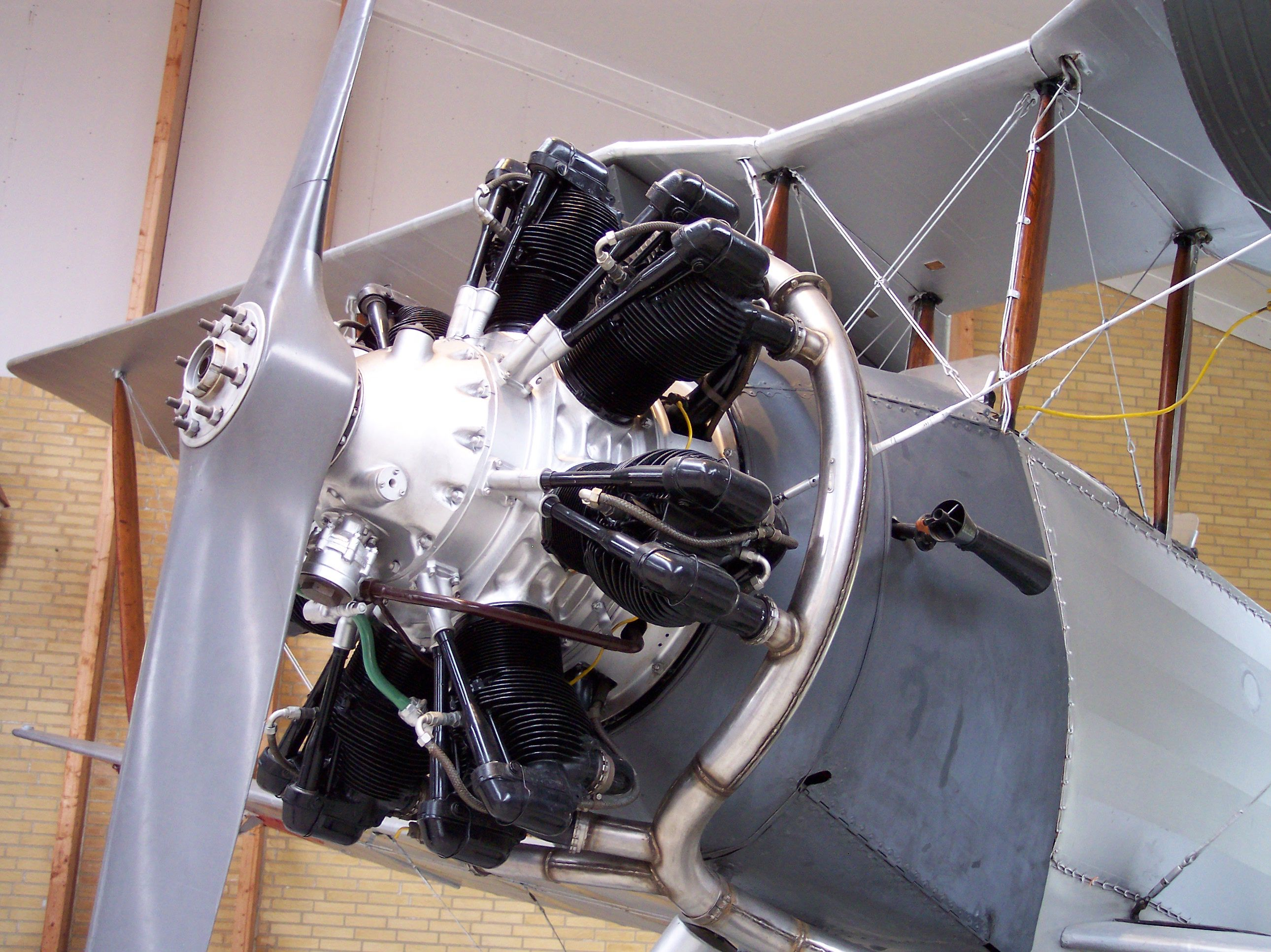
Avro 504N с двигателем Lynx в экспозиции Датского авиационного музея.

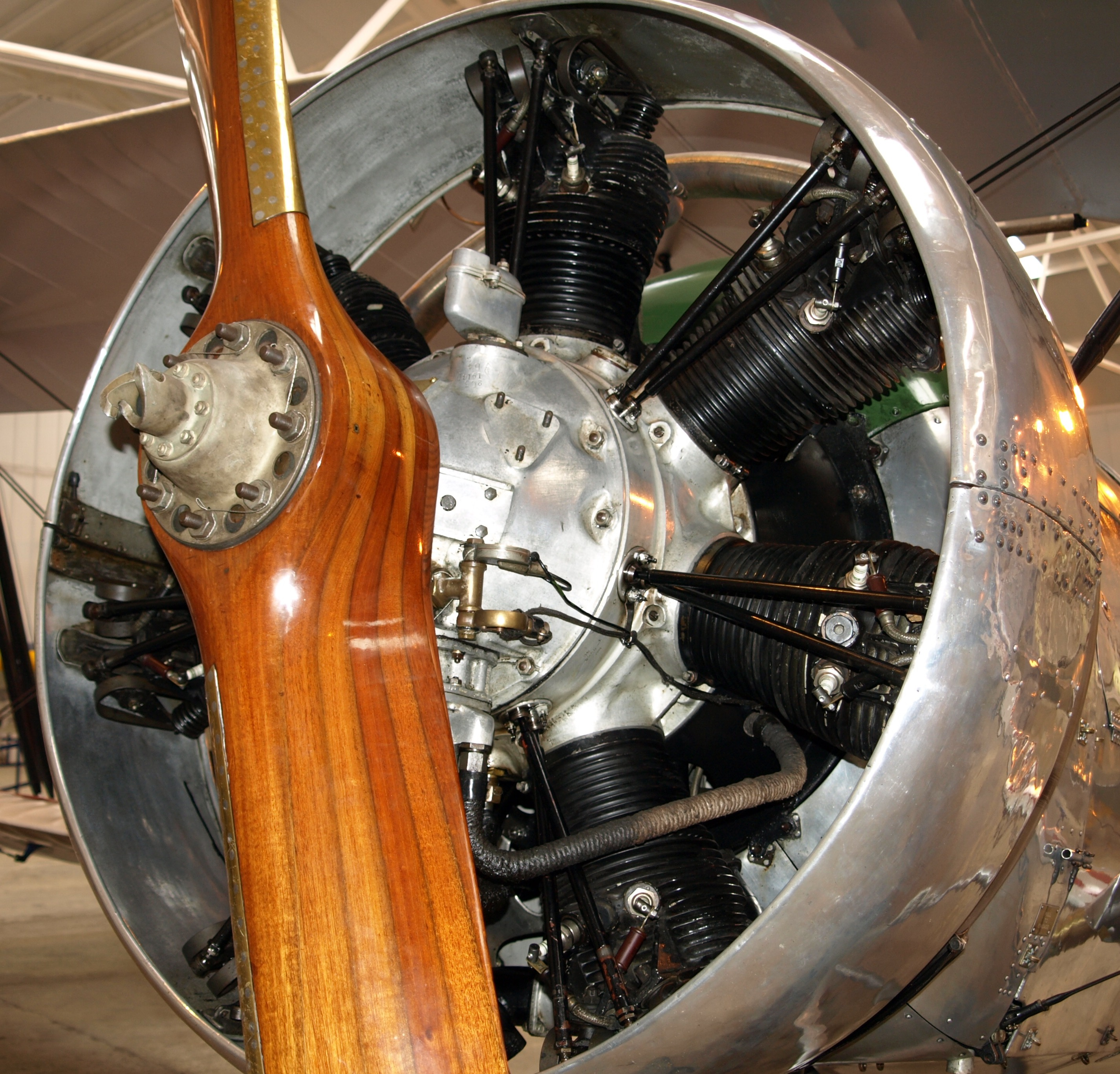
Двигатель AS Lynx самолёта Avro Tutor (Собрание Шаттлуорта)

| Великобритания - Airspeed Courier - Airspeed Envoy - Avro 504 - Avro 618 Ten - Avro Avocet - Avro 641 Commodore - Avro 626 - Avro 642/4m Eighteen - Avro Sea Tutor - Avro Tutor - BAT Bantam - Blackburn Lincock - Boulton Paul Bittern - de Havilland Hawk Moth - Cierva C.8 - Gloster Grouse - Larynx - Parnall Parasol - Saro Cloud - Saro Cutty Sark - Supermarine Seamew - Vickers Vireo - Westland Wagtail | Канада - Canadian Vickers Vanessa - Canadian Vickers Varuna - Canadian Vickers Vedette Австралия - Wackett Warrigal США - Fairchild FC-2 Франция - Morane-Saulnier MS.230 - Nieuport-Delage NiD 39 Германия - Albatros L 68 - Messerschmitt M 18 - Raab-Katzenstein RK-26 Нидерланды - Fokker C.VII-W - Fokker F.VIIA Финляндия - VL Tuisku |

### Alfa Romeo Lynx
Италия
- Breda Ba.19[англ.]
- Breda Ba.25
- Caproni Ca.105[англ.]
- IMAM Ro.10

## Экспозиция в музеях

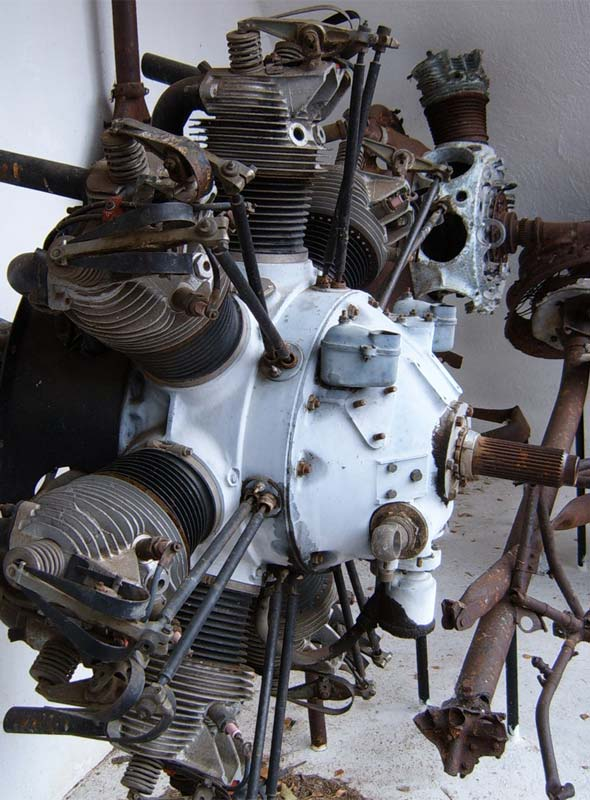
AS Lynx с разбившегося в 1931 году австралийского Avro 618 Ten, Southern Cloud (VH-UMF)

Двигатель Armstrong Siddeley Lynx представлен в экспозициях следующих музеев:
- Собрание Шаттлуорта[англ.], Олд Уорден, Бедфордшир, Великобритания (на Avro Tutor K3215)[4]
- Датский Авиационный музей, Скьерн, на Avro 504N.